# 集宁反击战
集宁反击战是1946年1月停戰協定生效后八路军晋绥军区与晋察冀军区部队与国军第十二战区部队争夺集宁的一场战斗。

## 背景
1946年1月13日24时国共两党《停止军事冲突的协定》生效。1月11日蒋介石向各地国军下令务于13日24时前抢占战略要点的密令。
抗战胜利后1945年10月24日的绥远战役绥东作战，八路军夺回集宁。傅作义派孙兰峰率国军、伪蒙骑兵共4000多人，于1月13日突袭集宁。八路军寡不敌众撤离集宁。傅部于1月14日8时占领集宁。
1946年1月17日，毛泽东致电贺龙：“惊闻集宁失守。此地战略位置极其重要，关系甚大。军调部执行小组已定于18日12时飞往集宁。望你不惜一切代价，于12时前必须抢占集宁。”

## 战前部署
晋绥军区司令员贺龙在凉城县新堂土台子的野司，部署各部驰援集宁，限1月17日18时30分统一向集宁城垣发起总攻：
- 绥蒙军区司令员姚喆率晋绥独二旅第27团从卓资山回攻集宁；
- 绥蒙军区骑兵旅从陶林驰援集宁；
- 晋察冀军区冀晋纵队第3旅旅长马龙率第1、第10团从丰镇乘火车驶向集宁；
- 冀晋纵队第4旅第6团从丰镇北上集宁参加战斗。

## 战斗经过
激战整夜后，1月18日晨，八路军各部基本收复集宁。战斗于18月11时彻底结束。

## 战后结果
1月18日下午14时，军调部第一执行小组三方代表：共方代表孙志远、美国代表克瑞格、国方代表林光炯飞抵集宁机场。3月1日，“调处国共军事冲突”最高三人小组周恩来、张治中、马歇尔以及随机到达的叶剑英等，飞抵集宁听取第一执行小组的汇报。 